# 小行星3180
小行星3180（3180 Morgan）是一颗围绕太阳公转的小行星。1962年9月7日，印第安纳大学在摩根县发现了此天体。
該小行星以美國天文學家威廉·威爾遜·摩根命名。
这颗小行星的绝对星等为44.53797等。